# Colonia Vittorio Emanuele II

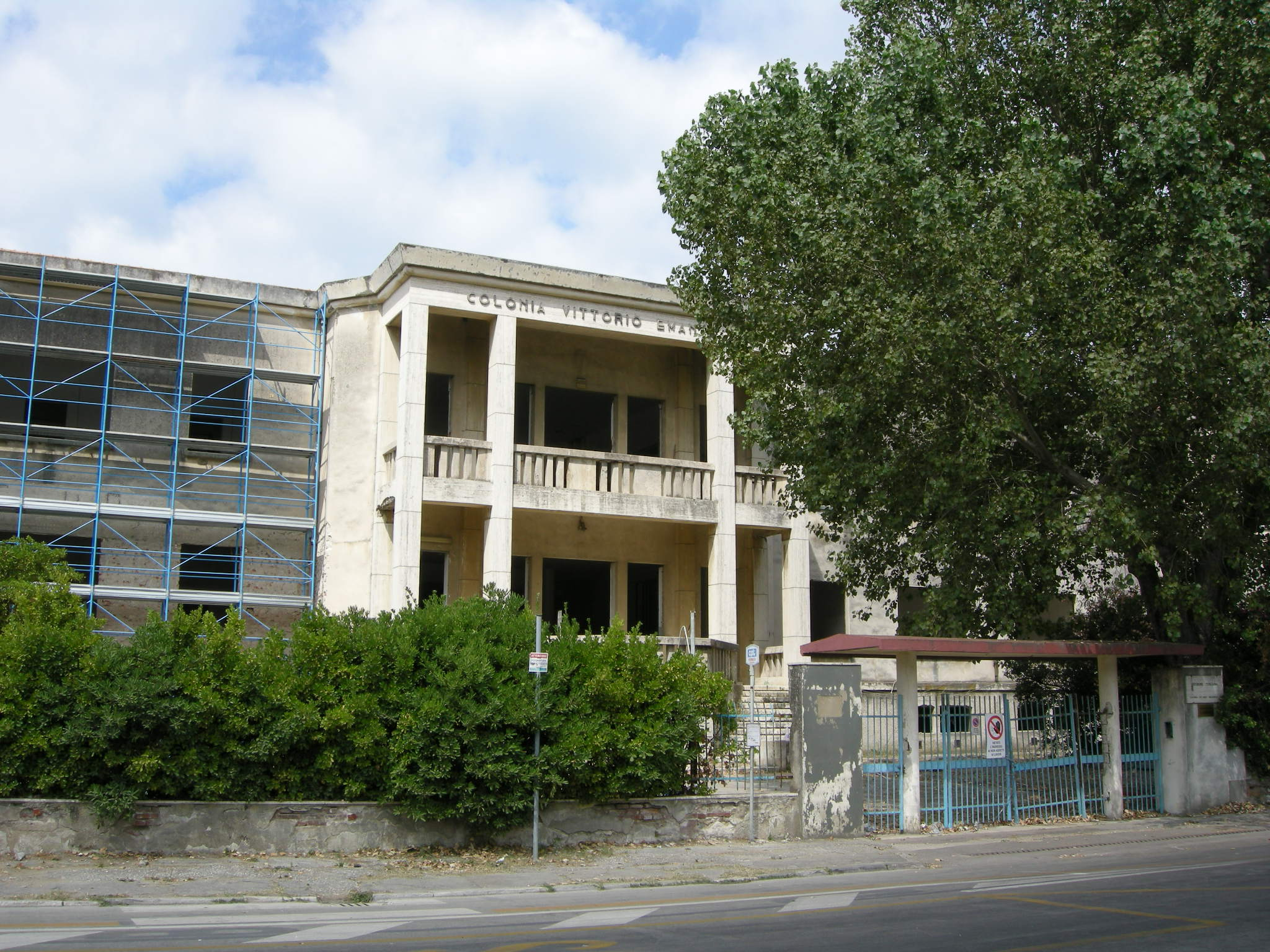
Colonia Vittorio Emanuele II

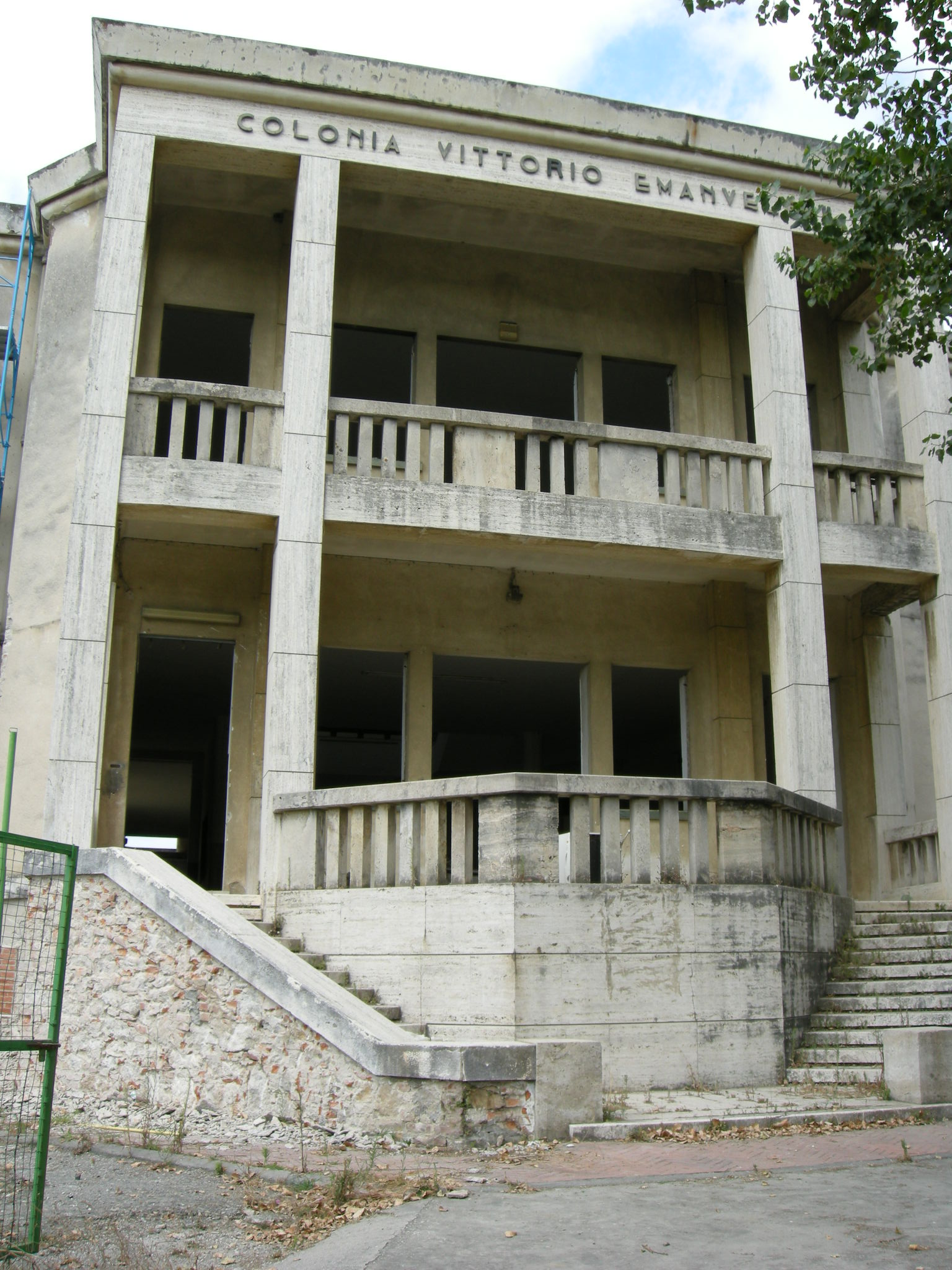
Ingresso, prima delle alterazioni conseguenti al recupero

La colonia Vittorio Emanuele II è una ex colonia marina situata in viale del Tirreno 68, sul litorale pisano, nella frazione di Calambrone, a breve distanza da Tirrenia.
Il fabbricato è stato riadattato a struttura residenziale turistica a seguito di un restauro avviato sul finire del primo decennio del Duemila, che ne ha alterato sensibilmente le forme e persino la denominazione: da colonia Vittorio Emanuele II, a colonia Vittorio Emanuele III, oggi impressa sul fronte principale dell'edificio.

## Storia
Il grande edificio della colonia, realizzato dal Consorzio Provinciale Antitubercolare di Pisa come Asilo elioterapico permanente, era stata progettato dall'ing. G. Steffanon nel 1933.
La deliberazione del Podestà per la costruzione porta la data del 24 novembre dello stesso anno.
I lavori, affidati in un primo tempo alla Impresa Sighieri di Pisa, iniziarono nel 1934 e furono ultimati nel 1938 dalla Ditta Buoncristiani.
Nel 1938 la colonia entra in funzione passando direttamente sotto la proprietà della Gioventù Italiana del Littorio.
Attualmente di proprietà della Regione Toscana, ma data in locazione al Comune di Pisa, ospitava il servizio antincendio boschivo dell'ANPAS di Pisa, la Scuola elementare "Salvatore Quasimodo" ed una palestra, mentre un'ala era destinata ad alloggio temporaneo per famiglie bisognose. Molte parti del grande edificio erano tuttavia inutilizzabili per le cattive condizioni di conservazione e di manutenzione. A metà del 2008 sono iniziati i lavori per il recupero della struttura, diretti dallo stesso architetto che ha curato il recupero della colonia Principi di Piemonte.

## Architettura
Il fabbricato sorge al centro di un lotto recintato di circa 25.000 metri quadrati prospiciente il viale del Tirreno, imponendosi come forte emergenza monumentale accentuata dalla presenza di un vasto piazzale di forma rettangolare antistante.
Prima dei lavori di ristrutturazione, che ne hanno modificato sensibilmente la configurazione spaziale, copriva una superficie di 3.907 metri quadrati elevandosi su due piani fuori terra oltre il seminterrato.
L'impianto planimetrico di forma semicircolare, derivato dall'accostamento di cinque segmenti rettilinei incernierati da avancorpi verso la strada, è intersecata ortogonalmente verso l'arenile da un blocco centrale con gli ambienti collettivi, la direzione e le scale principali.
Tale originale impostazione, leggibile a forma di "un bambino che solleva le braccia verso il cielo" ed evocativa del logo della campagna antitubercolare in atto all'epoca, non si coglie dalla strada di accesso per l'enorme dimensione della costruzione stessa, afferrabile nel suo insieme solo grazie ad immagini fotografiche aeree.
Il fronte sulla strada si presenta rettilineo, con due avancorpi alle estremità a cui si agganciano i bracci laterali, ed un avancorpo centrale spiccatamente monumentale, interamente rivestito in marmo, con una imponente scala a tenaglia di accesso e un telaio di pilastri elevati per l'intera altezza dal fabbricato.
I segmenti rettilinei del fabbricato, con paramenti ad intonaco attualmente in cattivo stato di conservazione, sono caratterizzati da due file di finestre rettangolari, mentre gli avancorpi-cerniera sono dotati di balconi.
Sul lato mare i fronti risultano più articolati e abbandonano la statica monumentalità del fronte lungo-strada per una impostazione di chiaro carattere razionalista.

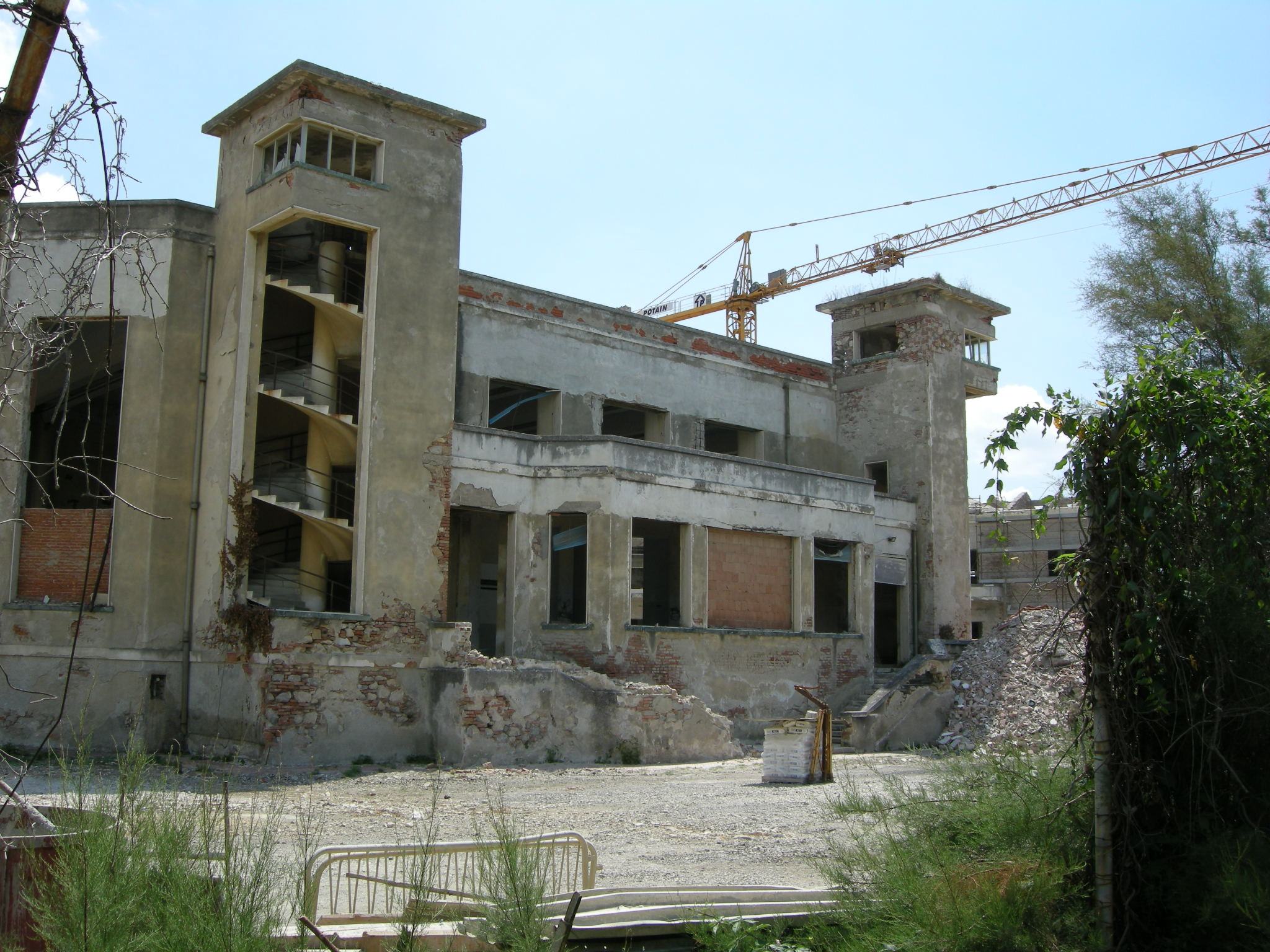
Il padiglione centrale verso il mare, durante i lavori di recupero (luglio 2008)

Il blocco centrale, destinato originariamente a palestra, è caratterizzato da una serie di ampie finestrature laterali con infissi metallici, ed era dotato di due scalinate di accesso disposte parallelamente al fronte (scomparse con il restauro), mentre all'interno delle torrette interamente finestrate poste alle estremità si sviluppano le scale elicoidali di accesso al solarium.
I fronti dei corpi rettilinei, su cui si ripetevano le doppie file di aperture (diventate 4 dopo il restauro), sono segnati all'altezza del primo piano dal lungo nastro della balconata continua con parapetto in muratura.
L'accesso principale immette in un atrio rettangolare dal fondo del quale si diparte la rampa rettilinea dello scalone, segnato al centro a mo' di passatoia da una fascia in graniglia gettata di colore verde che continua sulle due rampe laterali nelle quali la scala stessa si biforca per il collegamento con il primo piano.
Il vasto spazio di arrivo, illuminato da ampie finestre e pavimentato in graniglia gettata a fasce bicolori avorio e verde, immetteva originariamente nel corpo centrale tramite tre varchi sul fondo, attualmente chiusi, e nelle ali - in origine destinate a dormitori e a camere per il personale di servizio. Attualmente è visitabile soltanto l'ala di sinistra, sede della Scuola elementare, mentre l'ala di destra, privata del collegamento con l'atrio, è adibita ad abitazioni temporanee per sfrattati.
Le aule scolastiche sono disimpegnate da un corridoio centrale, interrotto dal primo corpo cerniera di forma trapezoidale utilizzato come spazio collettivo; un secondo corpo cerniera, con i servizi e le scale secondarie, è posto tra gli ultimi due grandi saloni rettangolari, segnati da una fila centrale di cinque pilastri, attualmente tamponati per necessità scolastiche.
La fascia centrale in graniglia verde del pavimento si svolge continua per l'intero percorso, raddoppiandosi nei saloni, fino ad arrivare ai corpi di testata di forma semi-esagonale.
Tramite le scalinate di servizio, di forma triangolare, con scalini in graniglia verde e corrimano in legno originale, si accede al piano terreno, dove prima del restauro erano in parte ancora funzionanti i servizi igienici originali; il piano seminterrato, prima dell'avvio dei lavori di recupero era inutilizzato e in buono stato di conservazione.

## La critica

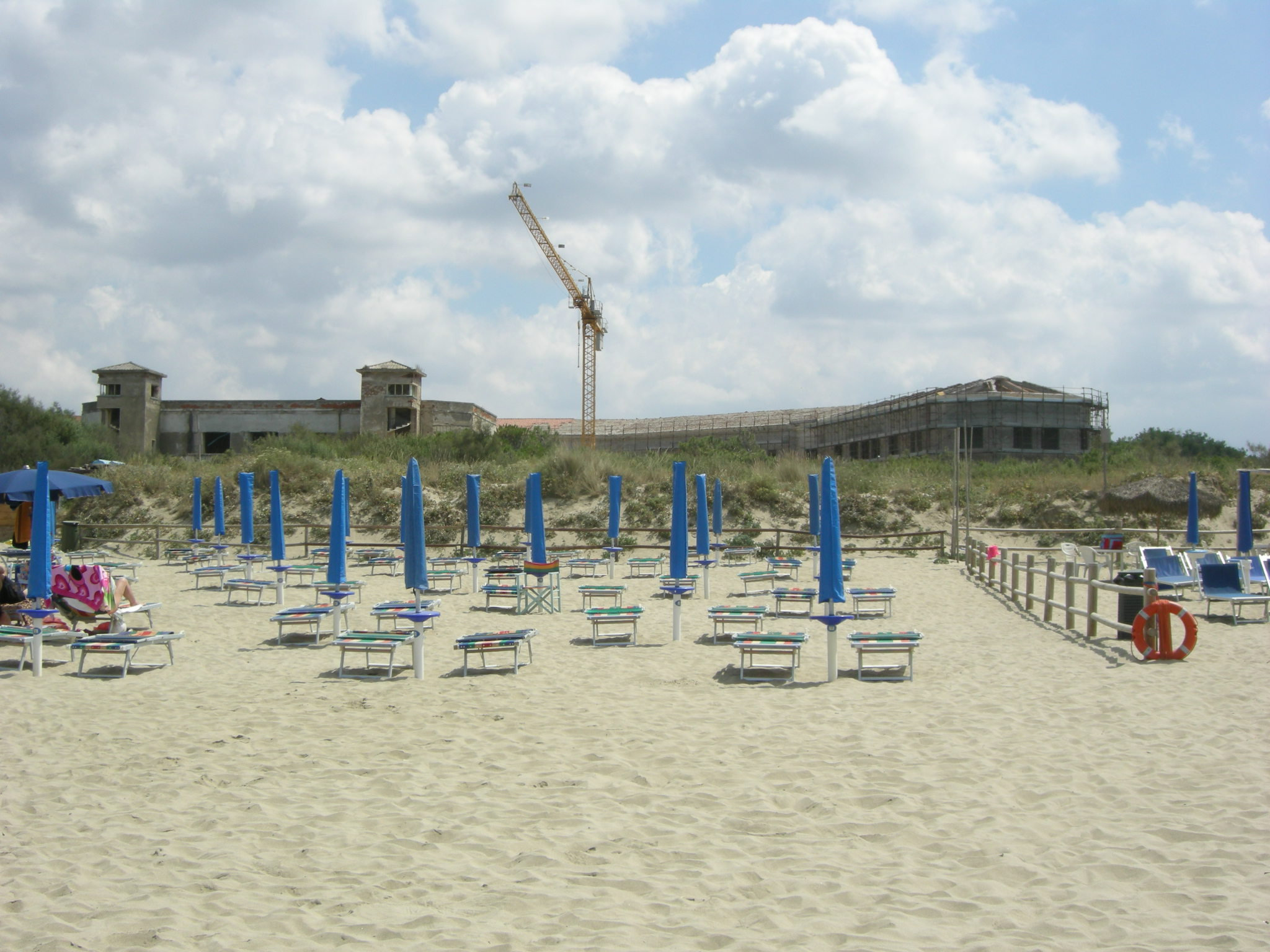
Veduta dalla spiaggia

È stato rimarcato dalla critica recente il "valore simbolico" del complesso architettonico, che evoca nell'impianto planimetrico l'immagine di un bambino con le braccia levate, e ne è stato riconosciuto lo "spiccato carattere di monumentalità novecentesca".